# Красноярская (Тюменская область)
Красноярская — деревня в Омутинском районе Тюменской области России. Входит в состав Большекрасноярского сельского поселения.

## География
Деревня находится на юге Тюменской области, в пределах юго-западной части Западно-Сибирской низменности, в лесостепной зоне, в верховье реки Краснояр, на расстоянии примерно 15 километров (по прямой) к северу от села Омутинского, административного центра района.

### Климат
Климат резко континентальный с холодной продолжительной зимой и тёплым относительно коротким летом. Средняя температура воздуха самого холодного месяца (января) — −18,6 °C (абсолютный минимум — −49 °C); самого тёплого месяца (июля) — 17,6 °C (абсолютный максимум — 38 °С). Среднегодовое количество атмосферных осадков составляет 200—427 мм, из которых до 70 % выпадает в период с мая по октябрь. Продолжительность залегания снежного покрова составляет в среднем 156 дней.

## Население
| 2010 |
| ---- |
| 86   |

### Национальный состав
Согласно результатам переписи 2002 года, в национальной структуре населения русские составляли 86 % из 59 чел.